# Klaus Peter (Leichtathlet)
Klaus Peter (auch Claus Peter; * 27. März 1940 in Cottbus) ist ein ehemaliger deutscher Hammerwerfer.

## Biografie
Peter wurde 1960 DDR-Meister im Hammerwurf. Daraufhin trat er bei den Olympischen Spielen 1960 in Rom an, schaffte es im Hammerwurf jedoch nicht, sich für das Finale zu qualifizieren, und belegte den 17. Rang.